# チャールズ・ベスト (医学者)
チャールズ・ハーバート・ベスト（Charles Herbert Best、CC CH CBE FRS FRSC FRCP 1899年2月27日 - 1978年3月31日）は、アメリカ・カナダの医学者。インスリンの共同発見者の1人。

## 経歴
1899年2月27日にメイン州West Pembrokeで、Luella Fisher（Lulu Newcombとも）とHerbert Huestis Bestの間に生まれる。Huestisはカナダのノバスコシア州出身の内科医であった。ベストはPembrokeで育ち、1915年にトロントへ行き医学を学んだ。
1924年にトロントでMargaret Hooper Mahonと結婚し、2人の息子をもうけた。息子の1人Henry Bestは尊敬を集めた歴史家であり、のちにオンタリオ州サドベリーのローレンシャン大学の学長となっている。もう1人の息子であるCharles Alexander Bestはカナダの政治家・遺伝学者であった。
父のHerbert Bestは、メイン州のニューイングランドタウンの医師であったが、そこの経済的能力は限られており、主にイワシの包装が行なわれていた. 母のLulu Newcomb（のちにLulu Best）は働いていなかったが、歌ったり楽器を演奏しがちであった。チャールズがその年になる前にはマギル大学とトロント大学のどちらかを選択していたが、家族のつながりがトロント大学で研究を追求するのを後押しした。家族の病気が研究への関心を先導し、伯母のAnnaが糖尿病で亡くなったことは彼に深い影響を与えていた。父が医師であったこともあるが、彼がトロント大学で学び医師になるための訓練を受けることを選択したのはこの理由からである。彼の大学での勉強はトロント大学で生理学と生化学の学部を1年間学んだ後、第一次世界大戦の勃発により中断された。彼は歩兵として従軍し代理上級曹長にまでなった。従軍後、トロント大学に戻ったが授業では遅れをとっていた。しかし、彼によると人生最大の瞬間は大学に戻った後、のちに妻となるMargaret Mahon (1900-1988)に出会ったときに起きたという。
1978年3月31日、オンタリオ州トロントで死去した。トロントのMount Pleasant Cemeteryにフレデリック・バンティングからほど近いセクション（セクション29）に埋葬されている。

## インスリンの共同発見

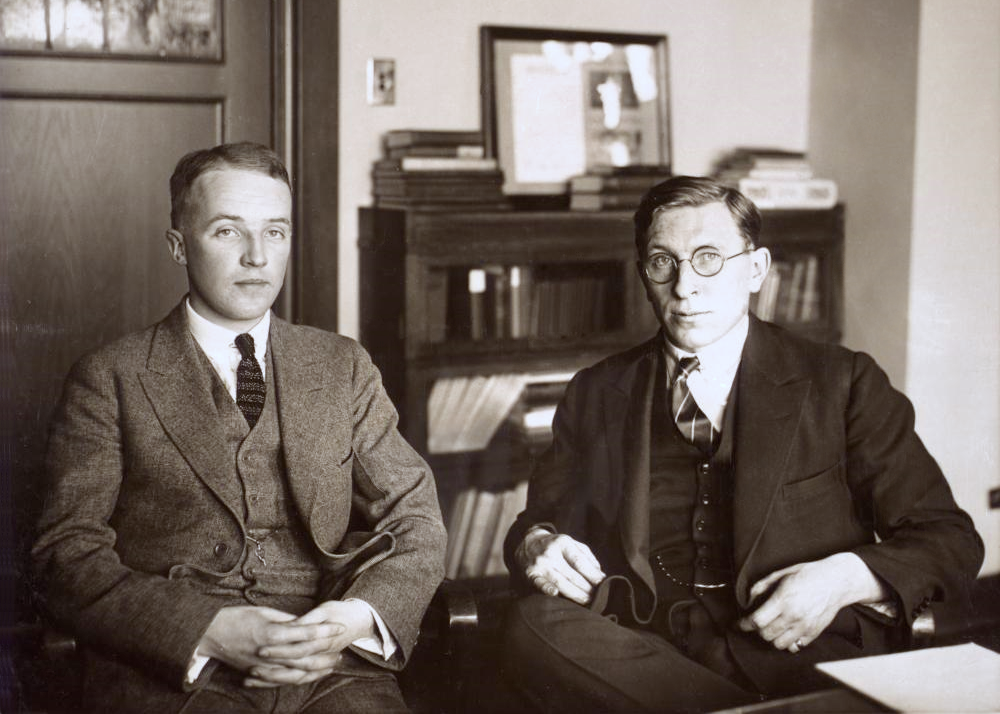
チャールズ・ベストとフレデリック・バンティング（およそ1924年） トロント大学(https://insulin.library.utoronto.ca The Discovery and Early Development of Insulin Digital Collection)

ベストは1915年にオンタリオ州トロントに移住し、トロント大学のユニバーシティカレッジで学士号取得に向けて勉強を始めた。1918年にカナダ陸軍に入隊し、第2カナダ戦車大隊に所属した。戦後、生理学と生化学の学位を取得した。
22歳のときトロント大学で医学生をしており、フレデリック・バンティングの助手を務め、糖尿病の有効な治療法につながった膵臓ホルモンであるインスリンの発見に貢献した。1921年の春、バンティングはトロントに行き、トロント大学の生理学教授であるJ.J.R. マクラウドを訪ね、犬から膵臓抽出物を分離するためにマクラウドの研究室を使うことはできないかと尋ねた。マクラウドは当初懐疑的であったが最終的に夏の休暇で研究室を離れる前に同意した。彼は研究室を離れスコットランドへ行く前にバンティングに実験用の10匹の犬と2人の医学生チャールズ・ベストとクラーク・ノーブル(Clark Noble)を助手として提供した。
バンティングに必要な助手は1人だけであったため、ベストとノーブルはどちらが最初にバンティングの助手を務めるかを決めるためにコイントスを行った。ベストが勝利し最初に助手を行うことになった。このコイントスでの敗北はノーブルにとって不運なものとなった。なぜならバンティングは夏の全期間ベストを助手とすることにし、最終的にベストはバンティングが受け取ったノーベル賞の賞金の半分を受け取りインスリンの発見の栄誉の一部をあずかることになったからである。もしノーブルがコイントスに勝利していたら、全く違う道を歩んでいたであろう。マクラウドは生理学の経験のないバンティングと助手のベストの研究を監督していた。12月、バンティングとベストが膵臓抽出物の精製とグルコース値のモニタリングに苦労していたとき、マクラウドは生化学者のジェームズ・コリップをチームに配属した。1922年1月、コリップがインスリンの精製に取り組んでいたとき、ベストとバンティングは14歳のレナード・トンプソン (Leonard Thompson) に膵臓抽出物を早まって投与し、重度のアレルギー反応を起こさせてしまった。最終的にコリップがより純粋で使用可能な形にインスリンを精製することに成功した。バンティング、ベスト、コリップはインスリンの特許を共有し、トロント大学に1ドルで売却した。
1923年、ノーベル賞委員会はベストとコリップを無視し、インスリンの発見によりバンティングとマクラウドにノーベル生理学・医学賞を授与した。バンティングはベストに賞金の半分を渡した。コリップの重要な貢献はマクラウドによるノーベル賞の講演で認められ、彼もまた賞金の半分をコリップに渡した。

## 生理学の教授
ベストは1929年にマクラウドの跡を継いでトロント大学の生理学教授に就任した。第二次世界大戦中は、乾燥したヒトの血清を確保し使用するためのカナダのプログラムの確立に影響を与えた。晩年には国連の世界保健機関の医学研究委員会(Medical Research Committee)の顧問を務めた。

## 栄誉・受賞

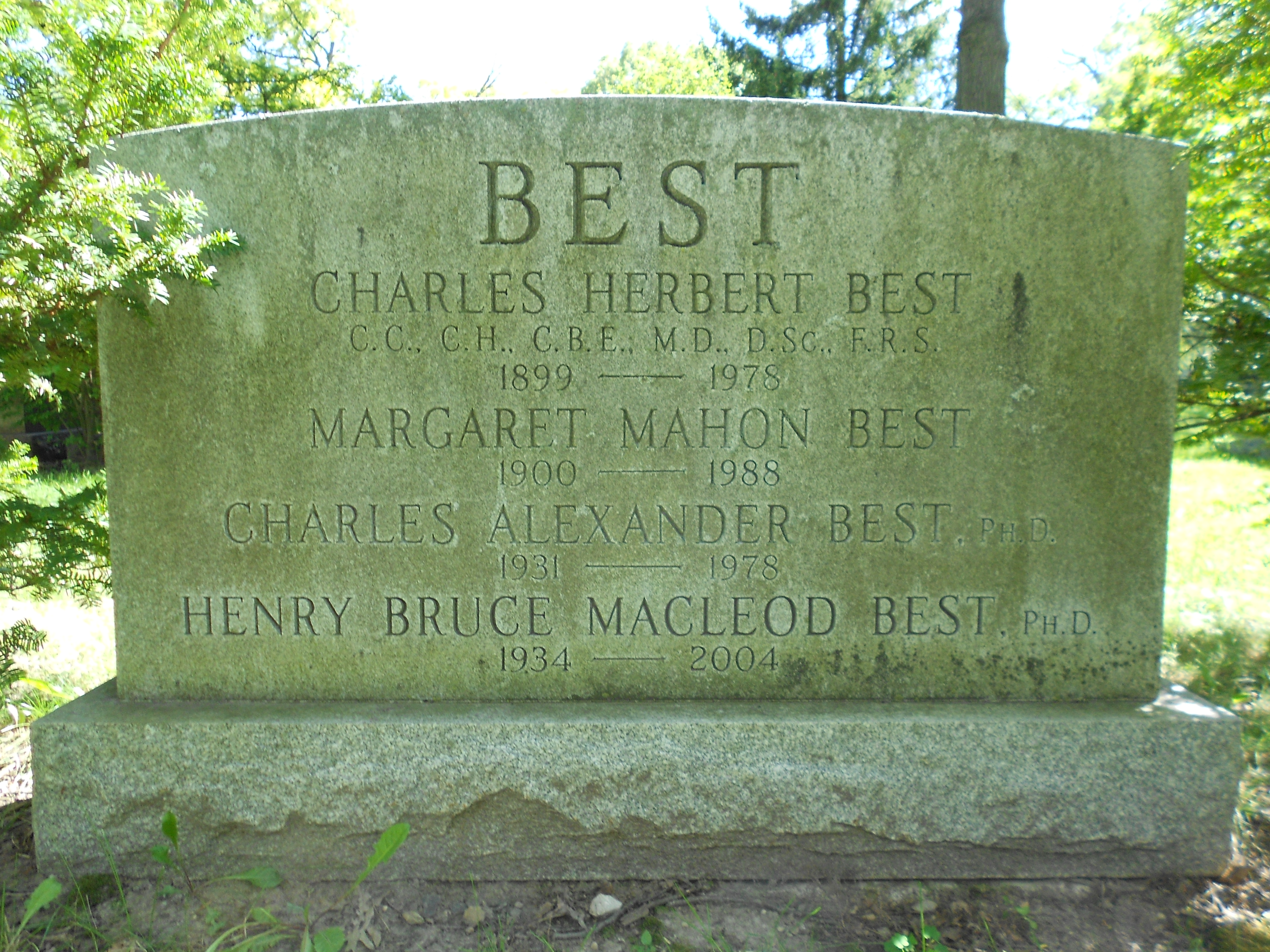
トロントのMt. Pleasant Cemeteryのセクション29にあるベストの墓石

1946年にオランダ王立芸術科学アカデミーの外国会員に選出されている。1948年にはアメリカ芸術科学アカデミーの外国名誉会員に選出されている。1967年には「医学への貢献、特にインスリンの共同発見者として」が認められ、カナダ勲章のコンパニオンに選出された。大英帝国勲章のCivil Divisionのコマンダーであり、1971年に「医学研究への貢献」によりコンパニオン・オブ・オナー勲章が授与された。王立協会フェローおよびカナダ王立協会フェローであり、カナダ人として初めてローマ教皇庁科学アカデミーに選出された。
カナダ勲章の受章者として、1977年にはQueen Elizabeth II Silver Jubilee Medalのカナダバージョンが授与された。1994年にはカナダ医学殿堂入りをし、2004年には全米発明家殿堂入りをしている。
1955年クルーニアン・メダル、1971年ガードナー国際賞受賞。
ブリティッシュコロンビア州コキットラムにあるDr. Charles Best Secondary School、オンタリオ州バーリントンにあるDr. Charles Best Public School、およびオンタリオ州トロントにあるCharles H. Best Middle Schoolはその名を彼にちなむ。メイン州にある彼の生家(en:Charles Best House)は、アメリカ合衆国国家歴史登録財になっている。

## 名誉学位
次に挙げる世界中の大学から計18個の名誉学位を授与されている。
- シカゴ大学 (D.Sc)（1941年[12]）
- Université Sorbonne de Paris
- ケンブリッジ大学
- オックスフォード大学
- アムステルダム大学（1947年1月8日[13]）
- University of Louvain
- リエージュ大学
- チリ大学
- ウルグアイ大学
- 国立サンマルコス大学
- メルボルン大学 (LL.D)（1952年[14]）
- エジンバラ大学 (LL.D)（1959年[15]）
- ノースウェスタン大学 (D.Sc)（1959年[16]）
- アリストテレス大学
- ベルリン自由大学
- ヘブライ大学（1972年[17]）
- ザグレブ大学
- トロント大学 (LL.D)（1970年[18]）

## 関連文献
- Henry B. M. Best (2003). Margaret and Charley: The Personal Story of Dr. Charles Best, the Co-Discoverer of Insulin. Dundurn Press Ltd. ISBN 1-55002-399-3
- John Waller (2002) Fabulous Science: fact and fiction in the history of scientific discovery, Oxford. See Chapter 11: "Painting yourself into a corner; Charles Best and the discovery of insulin", page 223.